# Падерборнское княжество-епископство
Княжество-епископство Падерборн (нем. Fürstbistum Paderborn или Hochstift Paderborn) — духовное княжество в составе Священной Римской империи, существовавшее с 1281 года до Германской медиатизации 1803 года. Княжество находилось на территории современной земли Северный Рейн-Вестфалия и с 1500 года входило в состав Нижнерейнского (Вестфальского) имперского округа.

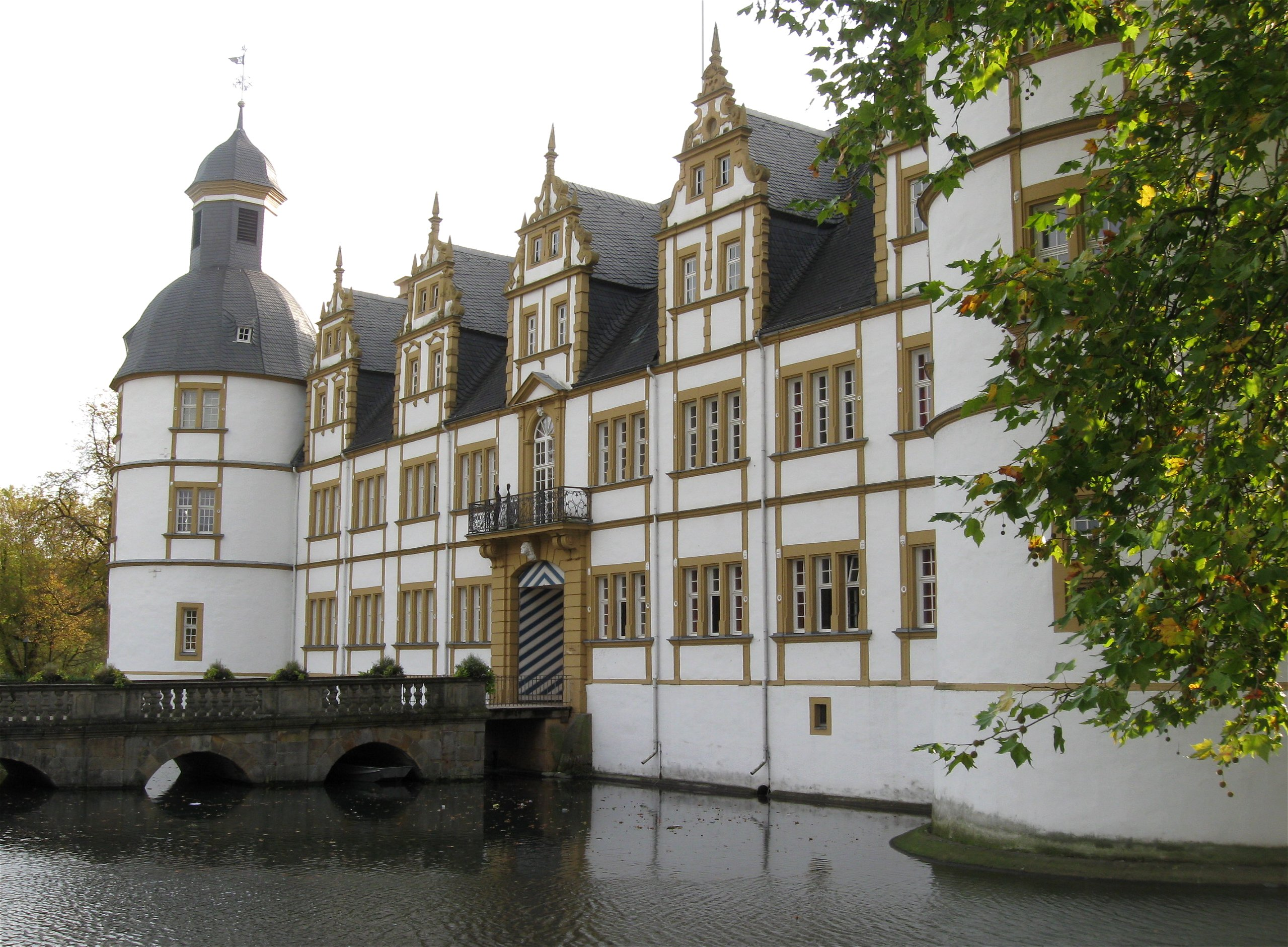
Замок Нойхаус — резиденция Падерборнских князей-епископов.

## Территория
Территория Падерборнского княжества-епископства примерно соответствовала территории современных германских районов Падерборн и Хёкстер земли Северный Рейн-Вестфалия за исключением области вокруг города Хёкстер, которая входила в состав княжества-аббатства Корвей.
В XIX веке княжество-епископство на севере граничило с княжеством Липпе, на востоке — с княжеством Брауншвейг-Вольфенбюттель и курфюршеством Брауншвейг-Люнебург, на юго-востоке — с ландграфством Гессен-Кассель, на юге — княжеством Вальдек, на юго-западе — с герцогством Вестфалия, на северо-западе — с графством Ритберг.

## История

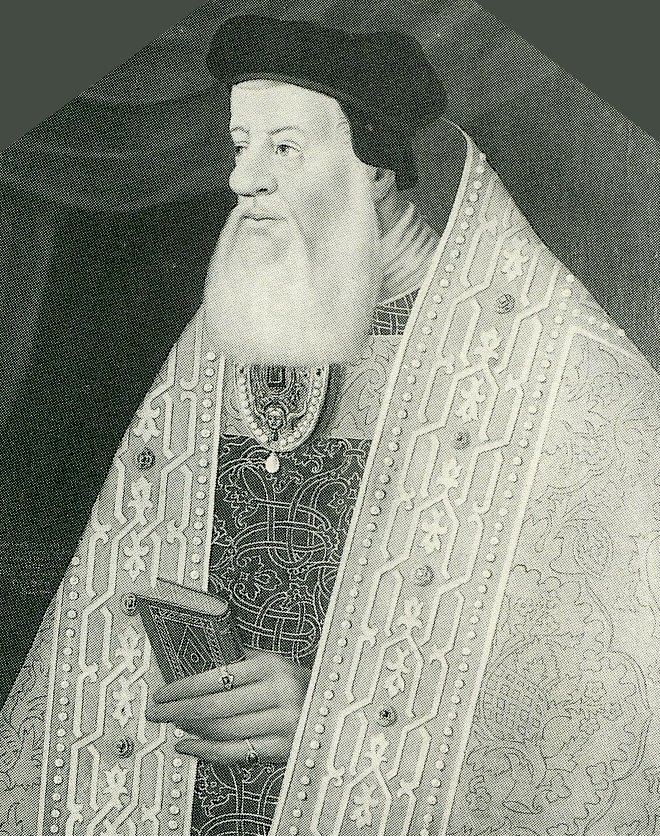
Князь-епископ Герман II фон Вид (1532—1547)

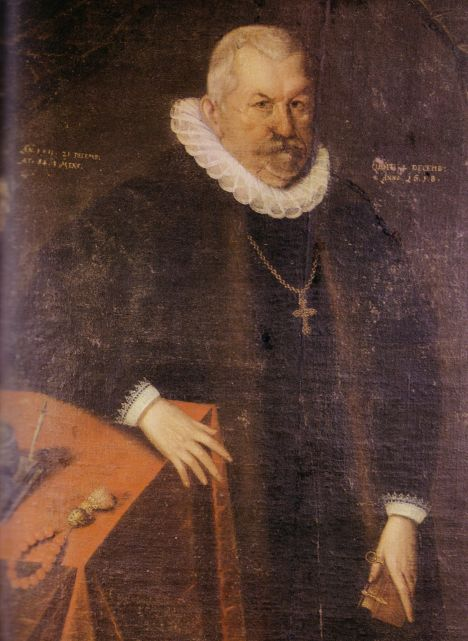
Князь-епископ Дитрих IV фон Фюрстенберг (1585—1618)

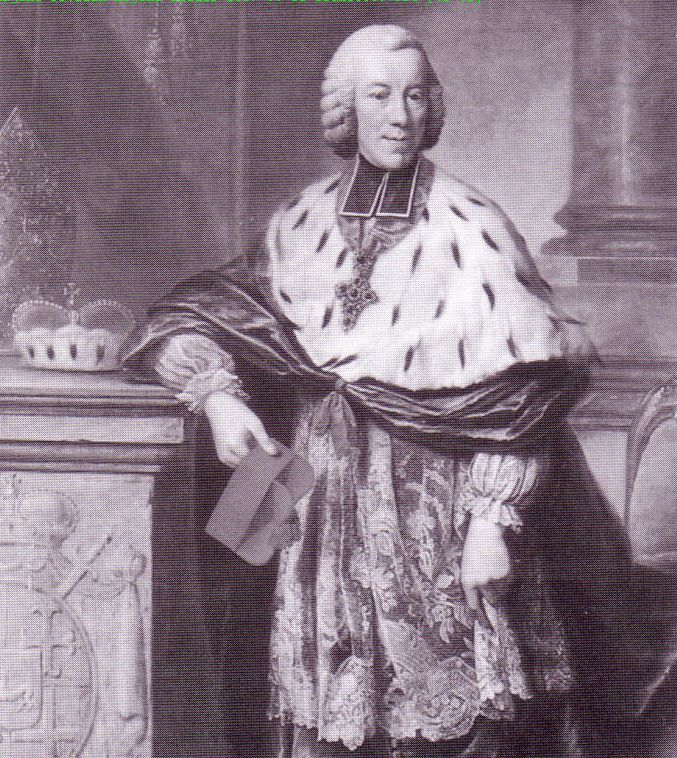
Князь-епископ Вильгельм Антон фон дер Ассебург (1763—1782)

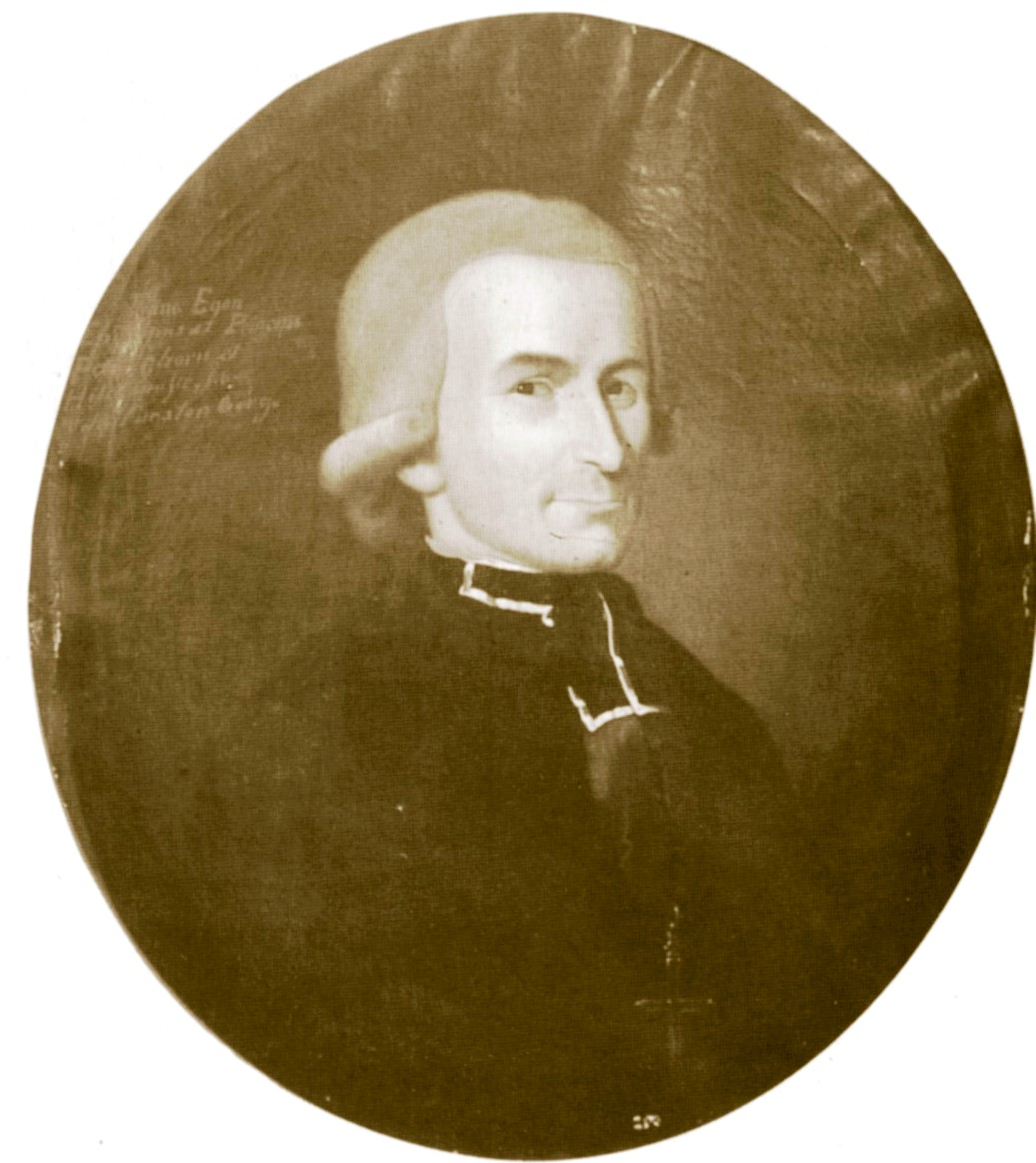
Последний князь-епископ Франц Эгон фон Фюрстенберг

Епархия Падерборна была учреждена папой Львом III в 799 году в качестве суффраганной епархии архиепархии Майнца. С IX века у епископа появляются судебные полномочия в отношении крестьян и крестьянских хозяйств Падерборнской епархии. Существенное падение могущества Саксонии и разделение её императором на несколько княжеств после отстранения от власти Генриха Льва в 1180 году неминуемо привело к росту светской власти епископа Падерборна и постепенному расширению подвластной ему территории. Со времени правления епископа Бернхарда II (1186—1203) судебные и административные полномочия епископа распространяются на всю территорию епархии, в результате чего епархия фактически превращается в независимое государственное образование, а епископ — в светского правителя. Тогда же епископ получил от графа Шваленберг-Вальдек полномочия фогта с юрисдикцией на всей территории епископства.
В 1803 году в результате наполеоновской секуляризации княжество-епископство было преобразовано в княжество Падерборн, которое было передано королю Пруссии Фридриху Вильгельму III.

## Князья-епископы
| Начало правления | Конец правления | Имя                                  | Династия    | Допллнительно                                              |
| ---------------- | --------------- | ------------------------------------ | ----------- | ---------------------------------------------------------- |
| 03.1188          | 23.05.1203      | Бернхард II фон Иббенбюрен           | Иббенбюрены |                                                            |
| 05.1203          | 28.03.1223      | Бернхард III фон Оеседе              | Оеседе      | племянник епископа Бернхарда I фон Оеседе                  |
| 04.1224          | 28.09.1225      | Томас Оливиер                        |             | (ок. 1170—11.09.1227), кардинал (с 1225)                   |
| 10.1225          | 1227            | Вильбранд фон Ольденбург             | Ольденбурги | (ок. 1180—26.07.1233), сын графа Вильдесгаузена Генриха II |
| 1227/8           | 14.04.1247      | Бернхард IV цур Липпе                | Липпе       | сын сеньора Липпе Бернхарда II                             |
| 1247             | 07.06.1277      | Симон I цур Липпе                    | Липпе       | сын сеньора Липпе Германа II, племянник Бернхарда IV       |
| 1277             | 23.10.1307      | Оттон фон Ритберг                    | Куик        | сын графа Ритберга Конрада I                               |
| 1307             | 15.05.1310      | Гюнтер I фон Шваленберг              | Вальдек     | сын графа Вальдека и Шваленберга Фольквина IV              |
| 10.1310          | 20.09.1321      | Дитрих II фон Иттер                  | Иттеры      | кузен Гюнтера I                                            |
| 22.09.1321       | 30.01.1341      | Бернхард V цур Липпе                 | Липпе       | сын сеньора Липпе Симона I                                 |
| 1341             | 1361            | Балдуин фон Штайнфурт                | Штайнфурт   |                                                            |
| 17.03.1361       | 21.03.1380      | Генрих III фон Шпигель цум Дезенберг | Шпигель     | сын Людольфа фон Шпигель цум Дезенберг                     |
| 06.1380          | 25.01.1389      | Симон II фон Штернберг               | Штернберг   |                                                            |
| 9.11.1389        | 28.06.1394      | Рупрехт фон Берг                     |             |                                                            |
| 7.09.1394        | 28.02.1399      | Иоганн фон Гойя                      |             | назначен епископом Хильдесхайма                            |
| 4.03.1399        | 1400            | Бертрандо д’Арваццано                |             |                                                            |
| 5.11.1400        | 13.04.1415      | Вильгельм фон Берг                   |             |                                                            |
| 13.04.1415       | 13.02.1463      | Дитрих III фон Моерс                 |             | апостольский администратор                                 |
| 18.05.1463       | 7.03.1498       | Симон II цур Липпе                   | Липпе       |                                                            |
| 7.03.1498        | 27.09.1508      | Герман IV                            |             |                                                            |

- епископ Eric Brunswick-Grubenhagen (20.04.1509 — 14.05.1532);
- епископ Hermann von Wied (22.09.1532 — 25.02.1547) — апостольский администратор;
- епископ Rembert von Kerssenbrock (1.07.1547 — 12.02.1568);
- епископ Johann von Hoya zu Stolzenau (6.11.1568 — 5.04.1574);
- епископ Salentin von Isenburg (14.09.1574 — 5.09.1577);
- епископ Enric Sassonia-Lauenburg (16.11.1577 — 22.04.1585);
- епископ Теодор фон Фюрстенберг (7.10.1585 — 4.12.1618);
- епископ Фердинанд Баварский (4.12.1618 — 13.09.1650);
- епископ Dietrich Adolf von Reck (7.05.1751 — 30.01.1661);
- епископ Ferdinand von Fürstenberg (30.05.1661 — 26.06.1683);
- епископ Hermann Werner von Wolf-Metternich zur Gracht (24.04.1684 — 21.05.1704);
- епископ Franz Arnold von Wolff-Metternich zur Gracht (21.05.1704 — 25.12.1718);
- епископ Клеменс Август Баварский (30.04.1719 — 6.02.1761);
- епископ Wilhelm Anton von der Asseburg (16.05.1763 — 26.12.1782);
- епископ Federico Guglielmo Westfalia (26.12.1782 — 6.01.1789);
- епископ Франц Эгон фон Фюрстенберг (6.01.1789 — 11.08.1825);